# Villiers-Saint-Georges
Villiers-Saint-Georges ist eine französische Gemeinde mit 1.159 Einwohnern (Stand: 1. Januar 2022) im Département Seine-et-Marne in der Region Île-de-France. Sie gehört zum Arrondissement Provins und zum Kanton Provins (bis 2015: Kanton Villiers-Saint-Georges). Die Einwohner werden Villersois genannt.

## Geografie
Villiers-Saint-Georges liegt etwa 60 Kilometer ostsüdöstlich von Paris. Der Aubetin durchquert die Gemeinde. Umgeben wird Villiers-Saint-Georges von den Nachbargemeinden Sancy-lès-Provins im Norden, Montceaux-lès-Provins im Norden und Nordosten, Saint-Bon im Nordosten, Bouchy-le-Repos im Osten, Louan-Villegruis-Fontaine im Südosten, Beauchery-Saint-Martin im Süden, Voulton im Südwesten sowie Augers-en-Brie im Westen und Nordwesten.

## Bevölkerungsentwicklung
| Jahr                      | 1962 | 1968 | 1975 | 1982 | 1990 | 1999 | 2006 | 2013 |
| Einwohner                 | 1168 | 1127 | 1036 | 944  | 926  | 1030 | 1137 | 1210 |
| Quelle: Cassini und INSEE |      |      |      |      |      |      |      |      |

## Sehenswürdigkeiten

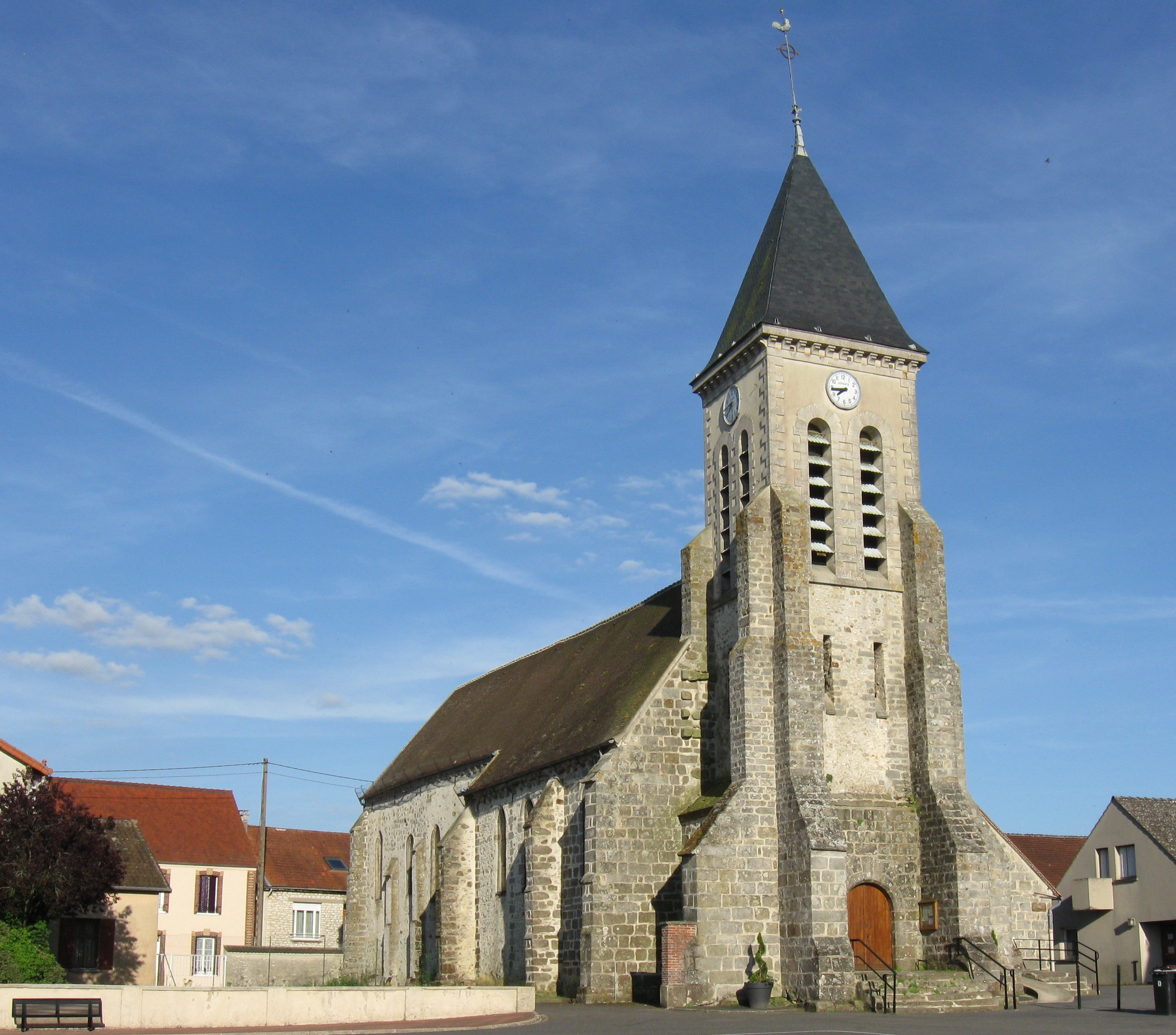
Kirche Saint-Georges

- Kirche Saint-Georges
- Nationalfriedhof